# South Cheriton
South Cheriton – wieś w Anglii, w hrabstwie Somerset. Leży 16,1 km od miasta Yeovil, 46 km od miasta Taunton i 173,4 km od Londynu. W latach 1870–1872 miejscowość liczyła 414 mieszkańców.